# Friedrich Spill
Friedrich „Fritz“ Spill (* 5. Juli 1872 in Eisenberg, Ostpreußen; † 1945 in Praust bei Danzig) war ein deutscher Politiker (SPD) und Präsident des Volkstags der Freien Stadt Danzig (1928–1930).

## Leben
Spill war der Sohn eines Tischlermeisters und arbeitete nach dem Besuch der Volksschule und bis 1913 ebenfalls als Tischler. Bis 1913 war er Vorstandsmitglied der Filiale und September 1913 bis zur Machtergreifung der Nationalsozialisten 1933 Geschäftsführer des Holzarbeiterverbands in Danzig. 1914 bis 1918 leistete er im Ersten Weltkrieg Kriegsdienst.
Spätestes 1914 war er Vorstandsmitglied der SPD und Zweiter Vorsitzender im Gauvorstand des Holzarbeiterverbands. 1920 bis 1923 war er Stadtverordneter in Danzig. 1920 bis 1933 gehörte er dem Volkstag an, davon Januar 1921 bis November 1923 als 1. Vizepräsident und Vorsitzender der SPD-Fraktion sowie Januar 1928 bis Dezember 1930 als Präsident des Danziger Volkstags.